# Šanův kout
Šanův kout (původně Pšanův kout) se nachází na levém břehu řeky Berounky (v nadmořské výšce 220 až 280 m) v lokalitě Český kras na trase mezi Berounem a Srbskem. O samotě stojící dvoupodlažní obdélně protáhlý obytný objekt s červenou střechou – původně zahradnictví – se rozkládá přibližně uprostřed louky ohraničené z jihozápadní strany levým břehem Berounky. Nad severním, severovýchodním až východním okrajem louky se obloukovitě táhne asi 900 metrů dlouhé a 25 metrů vysoké monumentální vápencové skalní defilé s charakteristickou špinavě šedavou (až šedohnědou) barvou horniny přerušené dvojicí vodorovných širokých pruhů rezavého (až oranžového) zbarvení. Tento přírodou vzniklý profil nebyl odkryt lomovou činností lidí, ale je pozůstatkem nárazového levého břehu Berounky. Ta tudy kdysi protékala, vytvářela pravotočivý meandr, ale nakonec se tok její vody přesměroval do jiné kratší cesty.

## Pramen
V západním (bočním) údolíčku Šanova kouta (směrem k Berounu) vyvěrá (a je zaveden do kovové trubky) menší krasový pramen s hlavním vývěrem o stabilní vydatnosti 0,3 až 0,5 litru vody za sekundu (o teplotě kolísající od 8,5 až 10 °C). Voda je jímána o kousek níže do betonové nádržky, kde se z vody sráží pěnovec (druh travertinu). O kousek výše nad hlavním vývěrem je (v nánosech koryta) patrný druhý (slabší) vývěr, jehož voda je zachytávána v jímce překryté betonovými dlaždicemi. Voda z pramene je údajně pitná.

## Geologie
Masivní skalní stěna je narušena dvěma menšími údolíčky. Stěna nad bývalým zahradnictvím v Šanově koutě je klasickým odkryvem silurských tufitických vápenců. Tady je zřetelný geologický profil – tufiticko-karbonátový vývoj z prvohorního silurského geologického období označovaného jako Wenlockium (mezi 433,4 – 427,4 milióny let).
Údolí Berounky v části nazývané „V Kozle“ názorně obnažuje složitou stavbu silurských a devonských vrstevních sledů silně porušených tektonikou. V zakleslém meandru řeky Berounky vystupuje nad bývalým zahradnictvím obloukovitě zakřivená stěna tvořená vápenci spodní části siluru. Ty jsou strmě přesunuty přes světlejší devonské vápence odkryté v lomu Alkazar. Násunová plocha leží na svazích severozápadního okraje lomu (na boku skály zvané horolezci Matterhorn). Na opačném břehu Berounky tato násunová plocha probíhá nedaleko bývalého železničního strážního domku.
Karel Žák; Martin Majer; Václav Cílek, O posunu vápenců v oblasti Šanův kout – lom Alkazar, 

## Paleontologie a jeskyně
Přírodní lokalita nenarušená těžbou vápence je nalezištěm zkamenělin, zvláště korálů a brachiopodů. Ve východním sektoru skal Šanova kouta se nachází vysoko nad terénem veřejnosti nepřístupná Schülerova jeskyně. Jedná se o 130 metrů dlouhou členitou jeskyni tvořenou systémem chodeb převážně s malým průměrem (tzv. „plazivky“). Hlinité sedimenty v povrchové vrstvě obsahují ve větší míře recentní kosti obratlovců. V jeskyni se (krom kalcitových krápníků) nachází i aragonitová výzdoba a vysrážené sekundární sírany. Kromě Schülerovy jeskyně lze nalézt ve skalním amfiteátru Šanova kouta i další otvory (vstupy do jeskyň). Nejrozsáhlejší jeskyní v Šanově koutě je Krápníková jeskyně (významná archeologická lokalita). Tato 280 metrů dlouhá jeskyně je tvořena řadou protínajících se a větvících se chodeb menšího průřezu. Tyto „plazivky“ jsou doplněny rozsáhlejšími síněmi s nízkými stropy, které se nalézají v místech, kde jsou k sobě přiléhající vrstvy vápenců. Krápníková jeskyně byla pojmenována původně podle své bohaté krápníkové výzdoby, která vzala v průběhu času za své „aktivitou vandalů“. Ve vchodu do Krápníkové jeskyně a v jeho okolí byly několikrát po sobě nalezeny archeologické artefakty.

## Památková ochrana
Na vápencovém ostrohu nacházejícím se blíže k Berounu byly objeveny pozůstatky tábořišť pravěkých lovců koní. Pozůstatky (nejvzácnější je břidlicová destička s rytinou koně) jsou datovány do období mladého paleolitu (tj. asi 12 000 let př. n. l.). Nad údolím Berounky byly nad levým břehem řeky identifikovány stopy paleolitického osídlení a to v jeskyni ve skalní stěně přímo nad řekou, a dále pak ve formě rovinného paleolitického sídliště na terase nad terénní hranou (nad říčním údolím). Právě díky těmto nálezům je část lokality Šanův kout zařazena do památkového katalogu (pod číslem 1000147318), respektive je vedena v Ústředním seznamu kulturních památek (ÚSKP) pod rejstříkovým číslem 35530/2-421. Památkové ochrana, jejímž předmětem jsou pozemky z areálu Šanova kouta, byla vyhlášena 3. května 1958 a do státního seznamu kulturních památek byla zapsána 31. prosince 1965.

## Horolezectví
Z historického úhlu pohledu se první horolezecké výstupy v Českém krasu uskutečnily ve Svatém Janu a právě zde v Šanově koutě. Přírodní (do 25 metrů vysoké) vápencové skály amfiteátru Šanova kouta (3. masiv, 4. masiv, Hřeben a hrb, Pyramida a Tařicová stěna) na levém břehu Berounky mezi Berounem a Srbskem jsou klidnou a oficiálně povolenou (každoročně od července do prosince) horolezeckou lokalitou. Vzhledem k ochraně přírody se z vrcholů nesmí sestupovat pěšky, ale je povoleno jen slaňování. Přírodní skály Šanova kouta nejsou lomové stěny, takže se místy materiál láme, poličky jsou občas s drobným štěrkem a chyty méně frekventovaných cest mohou být zaprášené. Materiál vápence je pro potřeby lezení dostatečně drsný, neoklouzaný a magnézium na vysušování prstů není nutné používat. Obtížnost horolezeckých cest je střední (3. až 6. stupeň dle UIAA), ale při jištění je nutno se spoléhat především na vlastní technické prvky (vklíněnce, smyčky) na rozdíl od nedoporučované zdejší aplikace skob. (Na stěnách stále existují staré, ale dobře zabudované stěnové kruhy doplněné i novými slaňovacími kruhy.)

## Přístup do lokality
Přístup do lokality Šanův kout je možný ze Srbska (nádraží na trati Praha – Beroun), z Berouna (vlak, autobus) nebo z Hostimi (autobus).
- Z železniční zastávky Srbsko nutno přejít srbecký most a na druhém (levém) břehu Berounky pokračovat po cyklostezce („Po stopách českých králů“, číslo: EV4) vedoucí podél Berounky proti jejímu toku. Cyklostezka EV4 vede ulicí Na Bříči, pokračuje kolem Barrandovy jeskyně, soutoku Berounky s potokem Loděnice (Kačák) a kolem lomu Alkazar. Celková délka této pěší trasy od železniční stanice Srbsko do Šanova koutu je asi 2,5 km.[5]
- Z železniční stanice Beroun po červené turistické značce vedoucí přes železniční most, kterým se turista dostane na levý břeh Berounky. Těsně za mostem nutno značku opustit a přejít na cyklostezku EV4, která pokračuje po proudu řeky směrem do Srbska. Cesta vede kolem statku (samoty) U Vondráků a po obejití jednoho meandru Berounky do Šanova kouta. Celková délka této pěší trasy z berounského nádraží do Šanova koutu je asi 4 km.[5]
- Z Hostimi pokračovat po cestě značené žlutou turistickou značkou (Kozelská) jižním směrem vesměs vedoucí podél potoka Loděnice (Kačáku) až k jeho soutoku s Berounkou. U soutoku (lokalita „V Kozle“) nutno zahnout doprava a proti proudu Berounky postupovat po cyklostezce EV4 (směr Beroun) k lomu Alkazar a dále za něj do Šanova kouta. Celková délka této trasy z Hostimi do Šanova koutu činí asi 2,5 km.[5]

Orientační body
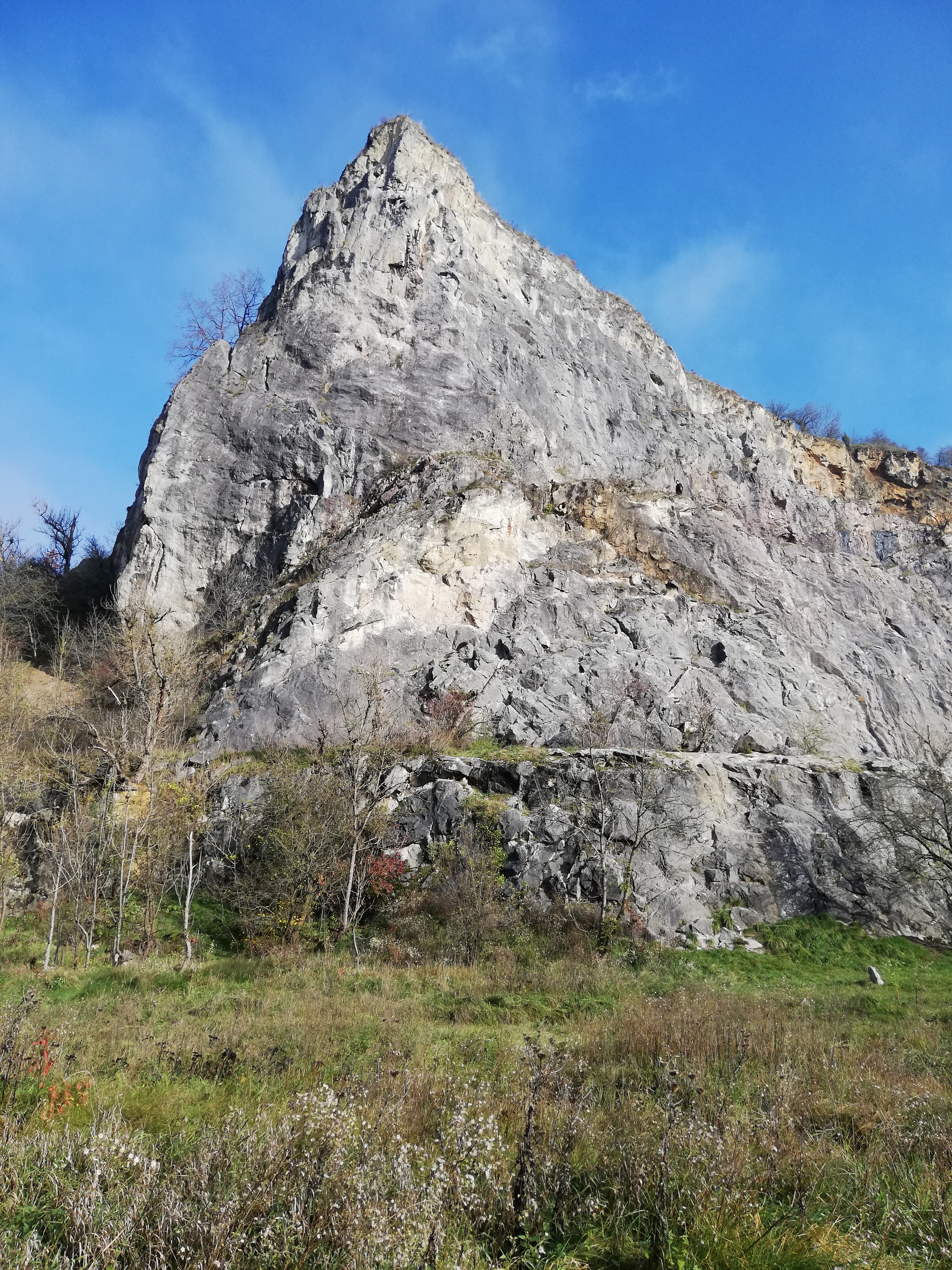
Matterhorn v lomu Alkazar – na trase ze Srbska
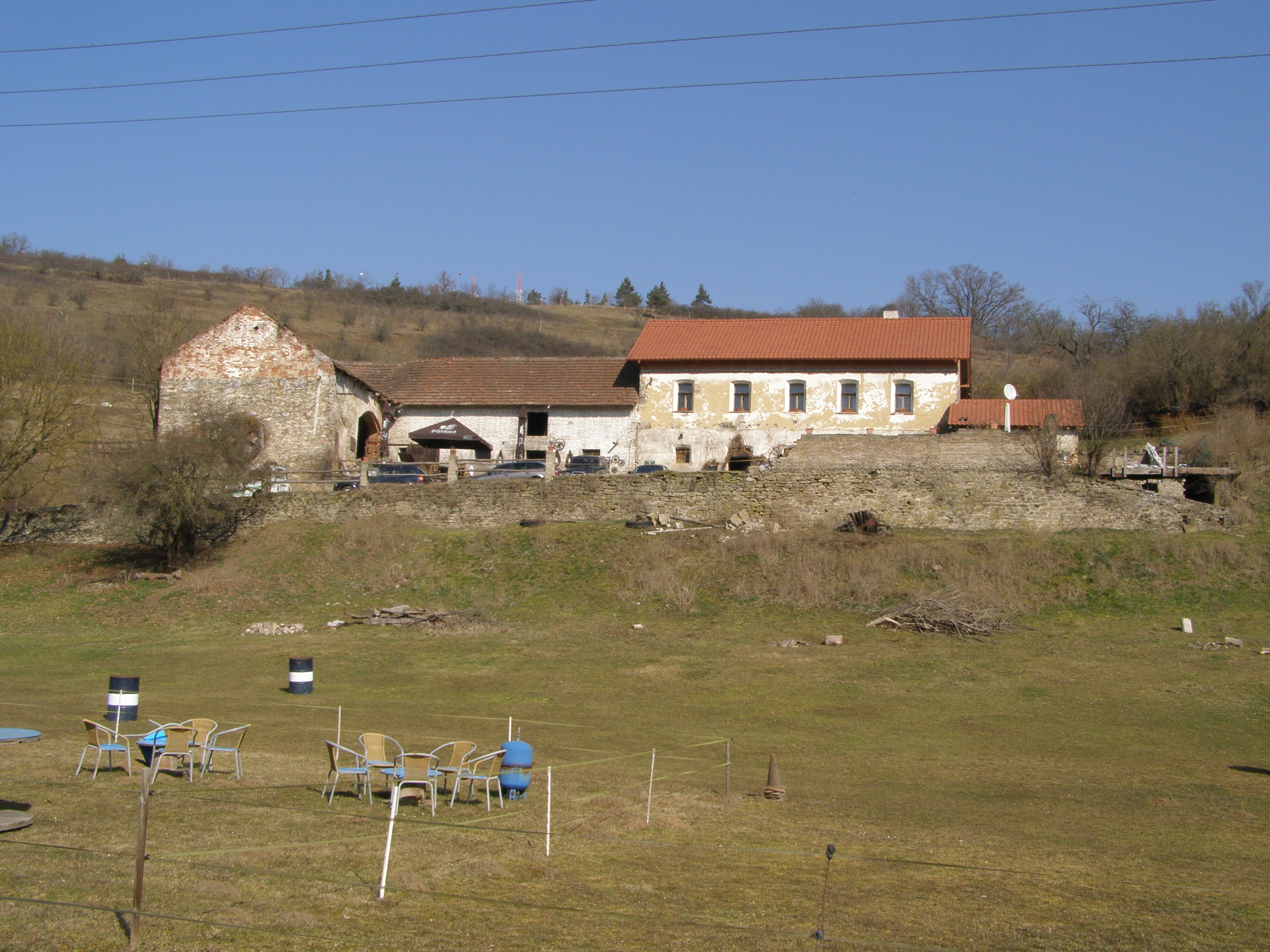
Statek U Vondráků – na trase z Berouna